# Rozprawka syntetyzująca
Rozprawka syntetyzująca – rozprawka, opierająca się na kilku utworach, w których występują podobne motywy, problemy, obrazy. Sformułowanie tematu wyjaśnia, jakie zagadnienia będą rozpatrywane.
Bardzo często autor sam musi dobrać utwory, na których oprze swoje rozważania. Następnym etapem przygotowań jest wynotowanie z tych utworów potrzebnych przykładów oraz cytatów i ułożenia ich według planu tak, żeby wyczerpać zagadnienie tematu.